# Mina (歌手)
Mina（ミーナ、1977年12月29日 - ）は、日本の歌手。MAXのメンバー。本名、井上 美奈子（いのうえ みなこ）、旧姓、天久（あめく）。沖縄県那覇市出身。

## 来歴
- 那覇市立壺屋小学校[1]、那覇市立真和志中学校[2]卒業。
- デビュー前の沖縄アクターズスクール時代からホイットニー・ヒューストンを目標にし、抜群の歌唱力で有名だった。その歌唱力を武器に、数々のコンテストで賞を取っていたこともある。
- 小学6年生の夏休みに『ほっとNIGHT おきなわ愛ランド』夏休み特集 ちびっ子カラオケ大会（1989年8月1日放送、琉球放送）に出場して『Strawberry Time』を歌った。番組の司会者より「壺屋小学校の児童会長をやっていた」と紹介される[注釈 1]。
- 14歳でデビューし、中学卒業後に東京へ出て来たので高校受験を経験していないと明かしている[3]。
- 1992年4月、SUPER MONKEY'Sとして芸能活動開始。
- 1993年、5人から4人体制に移行し、同時にメンバー全員が沖縄アクターズスクールを卒業し、上京する。
- 1994年8月から日本テレビ系『夜もヒッパレ一生けんめい』に準レギュラーとして出演するようになる。
- 1995年4月から日本テレビ系『THE夜もヒッパレ』にレギュラー出演。同時に安室を除く4人がMAXとして活動を開始する。MAXではReinaとともにメインボーカルを担っている。但し、MAXのCDデビューや安室のavex移籍後も、安室のシングル「Body Feels EXIT」、「Chase the Chance」ではバックダンサーとして4人が参加しているほか、ライブもグループ名義で行われており、5人での活動は継続された。
- 1996年3月～5月、日本武道館・大阪城ホール公演を含む初の全国ツアー「mistio presents AMURO NAMIE with SUPER MONKEY'S TOUR '96」を開催（ホール21公演）。この時期になると、安室の一大ブームやMAXのブレイクなどから別々での活動が目立つようになり、テレビで5人が揃うことが減少していく。同年8月～9月にかけ、野外ライブ「SUMMER PRESENTS '96 AMURO NAMIE with SUPER MONKEY'S」を開催。最終日である9月1日の千葉マリンスタジアム公演を最後にグループとしての活動を休止（実質上、解散）し、以後それぞれの活動に専念する。
- 2000年代に入ってからはファッションリーダー的存在にもなり、自身と同名の女性ファッション誌『mina』（主婦の友社）創刊号の表紙を飾った。
- 2002年1月30日にコンサートスタッフと結婚。同年3月に出産のためMAXを脱退[4]。一男一女の母である。
- 2007年に地元沖縄のテレビ番組『沖縄んアイドル』にダンスインストラクターとして出演したことをきっかけに芸能活動再開への意思が高まり、メンバーやスタッフと相談し2008年10月にMAXへ復帰[4]。
- 2009年、NAHAマラソンに出走し、6時間12分7秒（ネットタイム5時間57分33秒）で完走した。

## 人物
- 身長154cm。血液型はA型。黒いロングヘアーがトレードマーク。癖は髪をかきあげること。特技は料理で、SUPER MONKEY'S時代は、メンバー全員の料理や弁当を作っていた。

### エピソード
- 1996年11月、TBS系列の音楽番組『うたばん』でMCの石橋貴明（とんねるず）に「君、“みたらし団子”って言われたことない?」と言われ、「だんご」というあだ名をつけられた。さらに、14歳の時に出演した『KATO&KENテレビバスターズ』の映像が流れたが、ドッジボールをもったMinaの姿を見た石橋から、「どれがドッジボールだかわかんない!」と揶揄された。
- 結婚式はしていない。長男出産後にはMAXのこと、育児のことで精神的に弱くなり、沖縄に移住。MAXに復活した後も沖縄から東京へ通っていたが、近年東京に引越した。
- 高校受験の娘や、大学受験の息子にしっかり向き立ったり、子育てで苦労したこともあったと述べている[3]。

## 出演

### テレビ番組
- おもいッきりDON!（2009年3月31日 - 9月29日、日本テレビ系列） - 火曜レギュラー（天久美奈子 名義）
- おきなわHOTeye「私と沖縄戦」（2020年6月11日、NHK沖縄放送局） - インタビュー出演

### テレビドラマ
- STATION 第3話（1995年、日本テレビ） - ヤンキー女子高生 役
- 湘南リバプール学院（1995年、フジテレビ）
- スウィートデビル（1998年、テレビ朝日） - 今井灯子 役

### 映画
- 麗霆゛子 レディース!!MAX（1996年、パル企画） - 朝岡久美子 役
- Give me a Shake レディースMAX（1997年、パル企画） - ミナ 役

### 音楽
- 『極ユーロベスト』「ハレ晴レユカイ」（2011年3月2日発売） - カバー収録。

### 音楽イベント
- ママホリ2021～Genking Live（2021年12月11日、品川ステラボール）[5]